# Sin muertos no hay carnaval
Sin muertos no hay carnaval es una película ecuatoriana estrenada en los cines de Ecuador el 2 de septiembre y en México el 25 de octubre de 2016 en el Festival Internacional de Cine de Morelia, escrita por Andrés Crespo junto con Sebastian Cordero y dirigida por Sebastián Cordero. Es una historia de ambición, traición y todo lo que implica la búsqueda de poder dentro de una sociedad guayaquileña que lucha por mantenerse despierta, mezclada con una familia convencional de clase alta donde sus errores les pueden costar lo más preciado. Todo dentro de la cotidianidad de una ciudad caótica, agresiva y tropical como lo es Guayaquil.  

## Argumento
La película inicia con una serie de imágenes de la naturaleza cercana a las invasiones de Guayaquil en donde un grupo de extranjeros con guías turísticos están observando el paisaje del lugar, mientras tanto en la misma zona Emilio (Daniel Adum), Don Gustavo (Erando González) y Gustavo Junior (Victor Arauz), están cazando como algo que siempre practican, por un momento Don Gustavo observa un venado y en ese instante lo apunta y dispara, sin embargo el tiro es un error e impacta a un niño, hijo de un padre extranjero (Christoph Baumann), al mismo tiempo una turista mira a Emilio, el cual estaba vestido con ropa de cazar y un arma pero rápidamente ellos salen del lugar un poco nerviosos. Aun así la joven no olvida el rostro de Emilio ya que es una figura pública de la ciudad. 

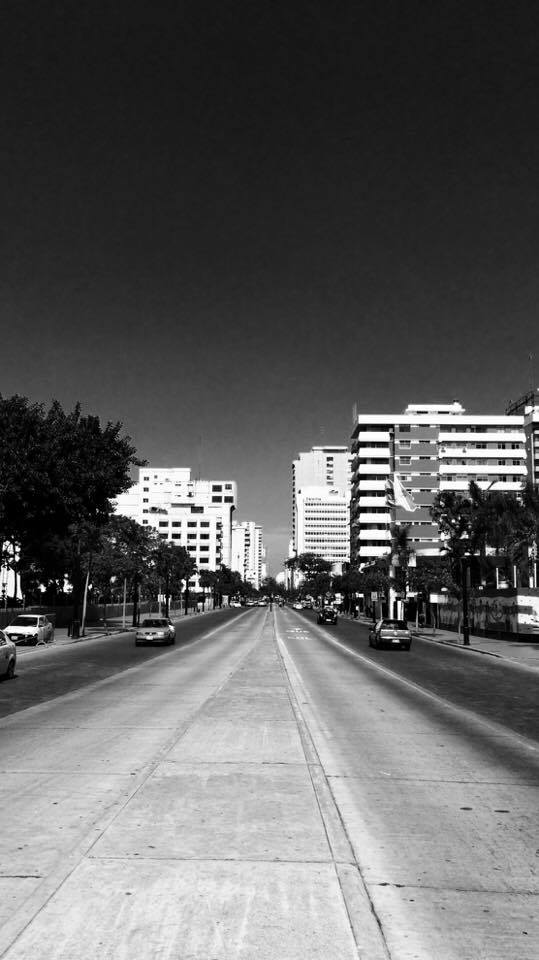
La avenida 9 de Octubre en Guayaquil muestra los grandes edfificios que tiene la ciudad.

## Producción
La película fue rodada en Guayaquil con locaciones muy estéticas para el ambiente del film, al principio de la película se centra en un cerro cerca de la ciudad, siguiendo en invasiones reales y terminando en el pleno centro de Guayaquil, donde se oberva los altos edificios a las orillas del río, contrastando la riqueza y pobreza de la gran ciudad. La posproducción se llevó a cabo en Quito y la Ciudad de México con personas que ya han trabajado con grandes directores y productores. Se trata de una coproducción entre Ecuador, México y Alemania. Su rodaje inició en marzo de 2015 y culminó en mayo del mismo año. Uno de los contratiempos fue que había mucha lluvia en esos meses pues Guayaquil se caracteriza por su clima húmedo, sin embargo en algunas escenas la lluvia le da un toque más original que tiene la ciudad. En la etapa de rodaje el equipo llegó a tener alrededor de 100 personas para hacer la película, desde vestuario, utilería hasta actores y directores.

## Elenco

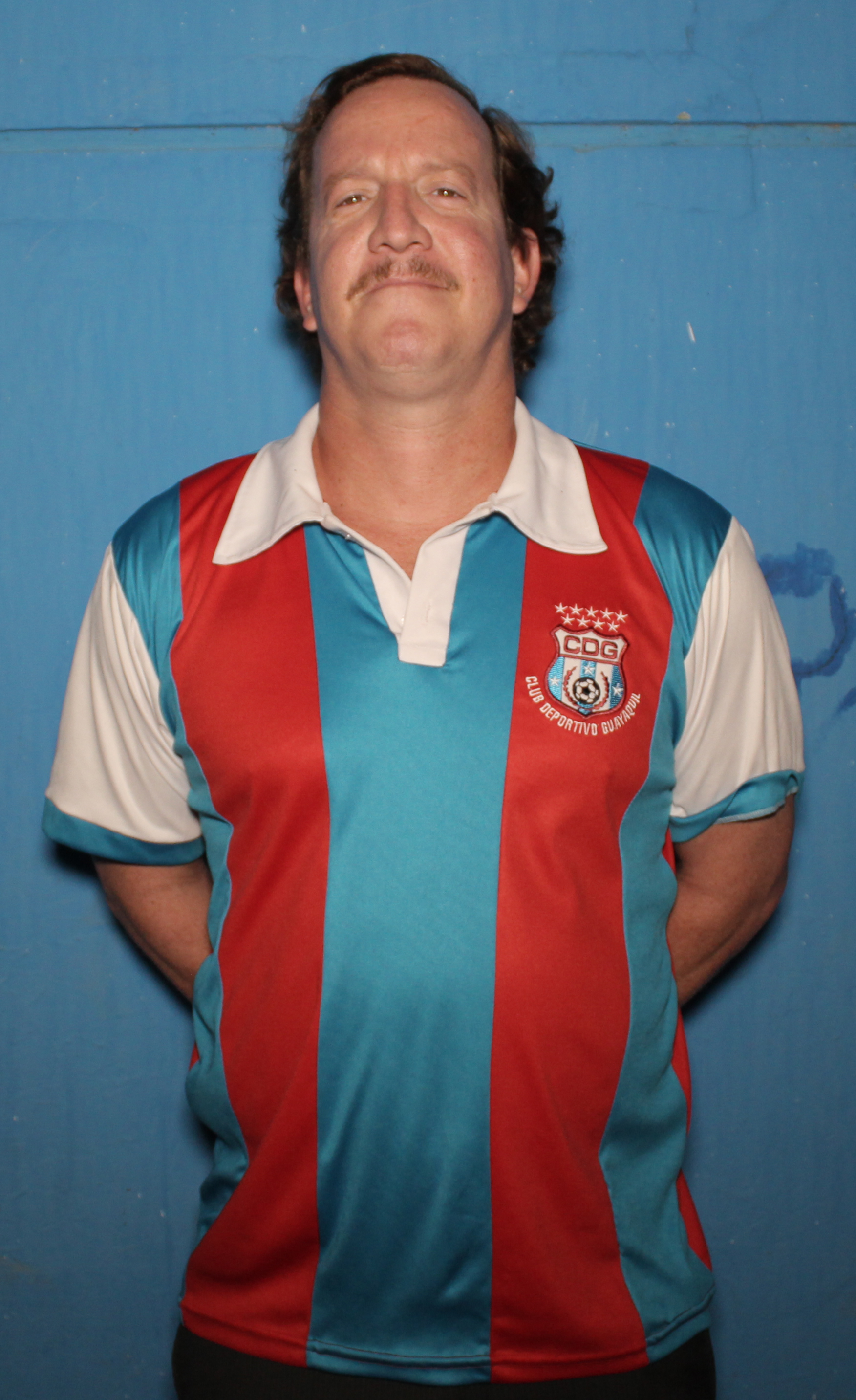
Andrés Crespo en 2015, interpretando a Terán.

Como la trama se desarrolla en una película coral, los personajes principales van apareciendo en orden de sus actuaciones y de igual los secundarios. Para la escena del estadio se requirió los extras de la hinchada de un club muy popular de Guayaquil. El casting de la película duro más de cinco meses hasta encontrar al indicado, el más complicado de encontrar fue el que protagonizaría a Emilio. El elenco principal es:
- Andrés Crespo como Lisandro Terán.
- Daniel Adum Gilbert como Emilio Baquerizo.
- Erando González como Don Gustavo Miranda.
- Victor Arauz como Gustavo Jr.
- Maya Zapata como Ingrid.
- Diego Cataño como Celio.
- Antonella Valeriano como Samanta.

## Premios y reconocimientos
- Nominado a los Premios Platino 2017 en la categoría Mejor dirección de Montaje (Sebastián Cordero y Jorge García)[1]